# Lower Daggons
Lower Daggons – wieś w Anglii, w hrabstwie Hampshire, w dystrykcie New Forest. Leży 38 km na południowy zachód od miasta Winchester i 138 km na południowy zachód od Londynu.